# Herbert Wursthorn
Herbert Wursthorn (* 22. června 1957) je bývalý německý atlet, halový mistr Evropy v běhu na 800 metrů.
V roce 1980 získal bronzovou medaili v běhu na 800 metrů na evropském halovém šampionátu. V následující sezóně se v této disciplíně stal halovým mistrem Evropy. Jeho nejlepší osobní výkon v běhu na 800 metrů 1:46,75 pochází z roku 1980.